# مجموعة الصين للمعادن
شركة مجموعة الصين للمعادن MCC، هي شركة صينية مملوكة للدولة يقع مقرها في بكين، وتعمل في الهندسة والمشتريات والبناء، واستغلال الموارد الطبيعية، وصناعة الورق، وتصنيع المعدات، والتطوير العقاري. وهي واحدة من أكبر الشركات المصنعة للمعدات في الصين، والمؤسسة الوحيدة المملوكة للدولة والمصرح لها بتشغيل صناعة اللب وصناعة الورق في الصين والخارج. في 8 ديسمبر 2015 ، اندمجت المجموعة في الصين للمعادن ، لتصبح شركتها الفرعية المملوكة بالكامل. 
تم تأسيس شركة مجموعة الصين للمعادن، و شركة التعدين الصينية المحدودة ، التي شاركت في استثمارها شركة الصين للمعادن وشركة مجموعة باوستيل ، في عام 2008. تم إدراج أسهمها A والأسهم H في بورصة شنغهاي وبورصة هونج كونج في عام 2009 على التوالي. 

## روابط خارجية
- شركة مجموعة الصين المعدنية